# I. León bizánci császár
I. León (görög Λέων, latin Leo Magnus Thrax, Dacia, 401 körül – Konstantinápoly, 474. január 18.) keletrómai császár 457-től haláláig. Egyszerű katonasorból emelkedett a trónra és szerencsétlenül harcolt a gótok ellen.

## Származás, család
401 körül született a Balkán-félszigeten, valószínűleg Trákia vidékén, bár esetleges daciai származása is felmerült. Katonai karriert futott be, 457-ben katonai tribunus volt a mattiarusoknál (lándzsások, dárdavetők). Ebben az évben Flavius Ardabur Aspar, az alán származású hadseregfőparancsnok nevezte ki császárrá. Még trónra lépése előtt megházasodott. Felesége, Aelia Verina három gyermeket szült neki: Ariadnét (457 előtt), Leontiát (született 457-ben) és egy öt hónaposan meghalt fiút (463). Érdekesség, hogy ő volt az első császár, akit a konstantinápolyi pátriárka is megkoronázott – ekkor még a tradicionális pajzsra emelés, hadsereg és senatus általi elismerés és a jelképes közfelkiáltás aktusával párhuzamosan. A középkorra a vallási jellegű szertartás fokozatosan végleg kiszorította a világi koronázást.
A császár 474-ben hunyt el vérhasban. Utódja unokája, II. León lett.

## Belpolitika és vallásügyek
460-ban Alexandria új pátriárkája, Timotheus Aelurus a 451-ben kiközösített monofizita eretnekség híve volt. León több püspök véleményét kikérve végül erőszakkal eltávolította a helyéről, és Timotheus Salofaciolust nevezte ki.
464-ben Konstantinápolyban nagy tűzvész dúlt. 467-ben az udvari tisztviselő Isocasiust letartóztatták pogányság vádjával, és bár felmentették, 468-ban León törvényben tiltotta meg, hogy a pogányok jogi pályára lépjenek.

### Aspar megbuktatása
A gótok – és a hatalmát rájuk építő Aspar – nagy befolyásának ellensúlyozására a császár új támogatókat keresett. Kis-Ázsiában a harcias iszauriaiak törzse megfelelőnek tűnt. Vezérük, Tarasikodissa – miután Aspar fiát, Ardaburt árulás vádjával megfosztották keleti főparancsnoki rangjától – 466-ban erős csapat élén érkezett Konstantinápolyba, felvette a Zénón nevet, és feleségül vette León legidősebb lányát, Ariadnét.
A vandáloktól elszenvedett vereség (ld. lejjebb) ismét Aspar és tábora megerősödéséhez vezetett. 469-ben Patricius (Patrikiosz) nevű fia feleségül vette Leontinát, León kisebbik lányát, és caesari címet kapott – azaz ariánus hite és barbár származása ellenére gyakorlatilag trónörökös lett. A győzelem azonban csak ideiglenes volt: 470-ben Thrakiában fellázadt Anagastes magister militum, és a tárgyalások során kiderült, hogy Ardabur támogatta a rebellis vezért. A császár Zénón támogatásával 471-ben a palotában meggyilkoltatta Aspart és Ardaburt, a súlyosan sebesült Patriciust pedig megfosztották címétől és házasságát is felbontották. A germán párt vereséget szenvedett, León pedig kiérdemelte a „Mészáros” (Mahellész) gúnynevet.
Zénón felemelkedésével és Aspar bukásával párhuzamosan új testőrezredet hívtak életre, mely az excubitores nevet viselte, és az első időkben iszauriaiak alkották. Az ariánusokat ezután üldözni kezdték. León hamarosan bekövetkező halála után Zénón és Ariadné közös gyermeke, a fiatal León követte a trónon.

## Külpolitika, hadügyek

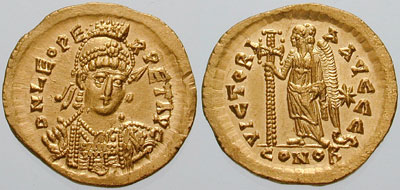
I. León pénzérméje

Az Újperzsa Birodalommal II. Theodosius idején kötött békeszerződés érvényben maradt León uralkodása idején is, így három nyugati terület kapott kiemelt prioritást a császári külpolitikában: a főváros sorsára közvetlen hatással lévő Balkán, az afrikai Vandál Királyság és az agonizáló Nyugatrómai Birodalom. Keleten csak kisebb összecsapások adódtak a Kaukázusban és az arabokkal.
A Hun Birodalom 453-as szétesését követően két keleti gót csoport telepedett meg a Balkánon Theoderich Strabo és Valamir vezetésével, a Dunától északra pedig új barbár csoportok (avarok, szlávok és bolgárok) jelentek meg. A Valamirral kitörő ellenségeskedéseket 459-ben békeszerződéssel szüntették meg, melynek értelmében csekély sarcot fizettek a keletrómaiak a béke és egy túsz fejében. A Birodalom sokat csatározott a határvidéken, többek között Attila fia, a Dacia és Besszarábia vidékén megtelepedett Dengizik ellen, aki 469-ben halt meg.
A germánok ideiglenes háttérbe szorulása következtében gyökeres fordulat állt be a nyugati politikában: 467-ben León jelöltje, a Marcianus lányát feleségül vett Anthemius foglalta el a nyugatrómai trónt, majd 468-ban Róma segítségkérésének eleget téve hatalmas, ezer hajót is meghaladó méretű flotta indult a Vandál Királyság ellen. Geiserich király ügyessége és a keletrómai flottát vezető Basziliszkosz, León sógora tehetségtelensége miatt a mintegy 130 000 fontnyi aranyat felemésztő vállalkozás végül kudarcba fulladt, ami a germánbarát párt ideiglenes megerősödéséhez vezetett.
Nem sokkal halála előtt, 474-ben León ismét csapatokat menesztett Itáliába Iulius Nepos vezetése alatt, hogy leszámoljanak az Olybriust követő Glyceriusszal.